# Millesimovský palác (Panská)
Millesimovský palác, též Lämelův palác, Prager Tagblatt či U tří černých hvězd, je jednopatrová klasicistní budova palácového typu čp. 896/II v ulici Panská č.o.8, na Novém Městě v městské části Praha 1, chráněná jako kulturní památka České republiky.

## Historie

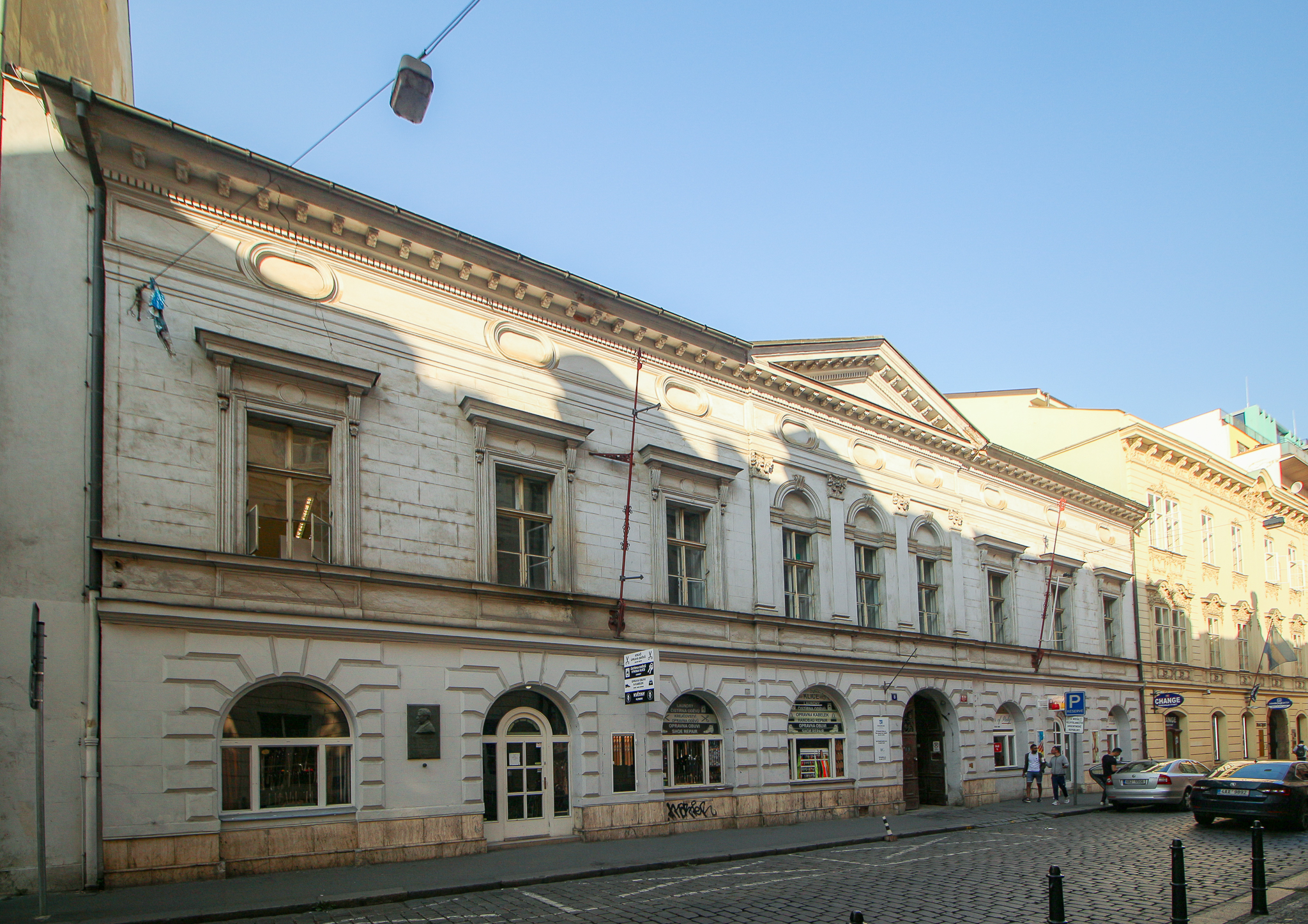
Millesimovský palác v roce 2019

Nejstarší zmínka o parcele z roku 1377 připomíná zahradu domu měšťana Konráda Hausera. V 15. století byla parcela rozdělena pro pět domků, z nichž nárožní čp. 896/I vlastnil nejvyšší hofmistr krále Jiřího z Poděbrad, Jindřich z Dubé. Další domy vlastnili Kolovratové z Bezdružic, kteří také podnikli renesanční přestavbu. V letech 1570–1600 se dům nazýval U tří černých hvězd a byl majetkem Albrechta Kolovrata-Krakovského a Hynka Valdštejna na Vranově.
Při švédském bombardování roku 1648 byl dům poškozen. V raně barokní podobě se palác roku 1690 dostal do majetku hraběnky Johanny Barbory Eusebie Carretto-Cavrianiové z Millesima, která jej spojila se svými sousedními domy 896b/I a 896c/I. Jako šosovní dům se zahradou zdědil dům 896a roku 1699 Barbořin starší (nevlastní) syn Jan Ignác hrabě Carretto-Cavriani di Millesimo (̹zemřel 1740), zatímco dům 896c dědil mladší (vlastní) syn Jan Bernard Carretto-Cavriani di Millesimo (zemřel 1724).
Oba domy byly opět poškozeny dělostřelbou, a to při obléhání Prahy pruskými vojáky roku 1757. Poté byly sjednoceny do klasicistní podoby jediného domu v majetku hraběte Adolfa z Kounic, jehož vnuk roku 1860 dům prodal Sofii von Lämel, podle níž se dům jmenoval, poté, co jej dala zásadně přestavět a přistavět vozovnu, konírnu a sklad. Autorem architektonického návrhu přestavby byl Vojtěch Ignác Ullmann.
V zadní části parcely přistavěl v letech 1905–1906 Matěj Blecha dvoupatrovou administrativní budovu pro deník Prager Tagblatt. K této budově po roce 1929 přibyla tiskárna tiskařské firmy J. Mercy a syn.

## Zajímavosti

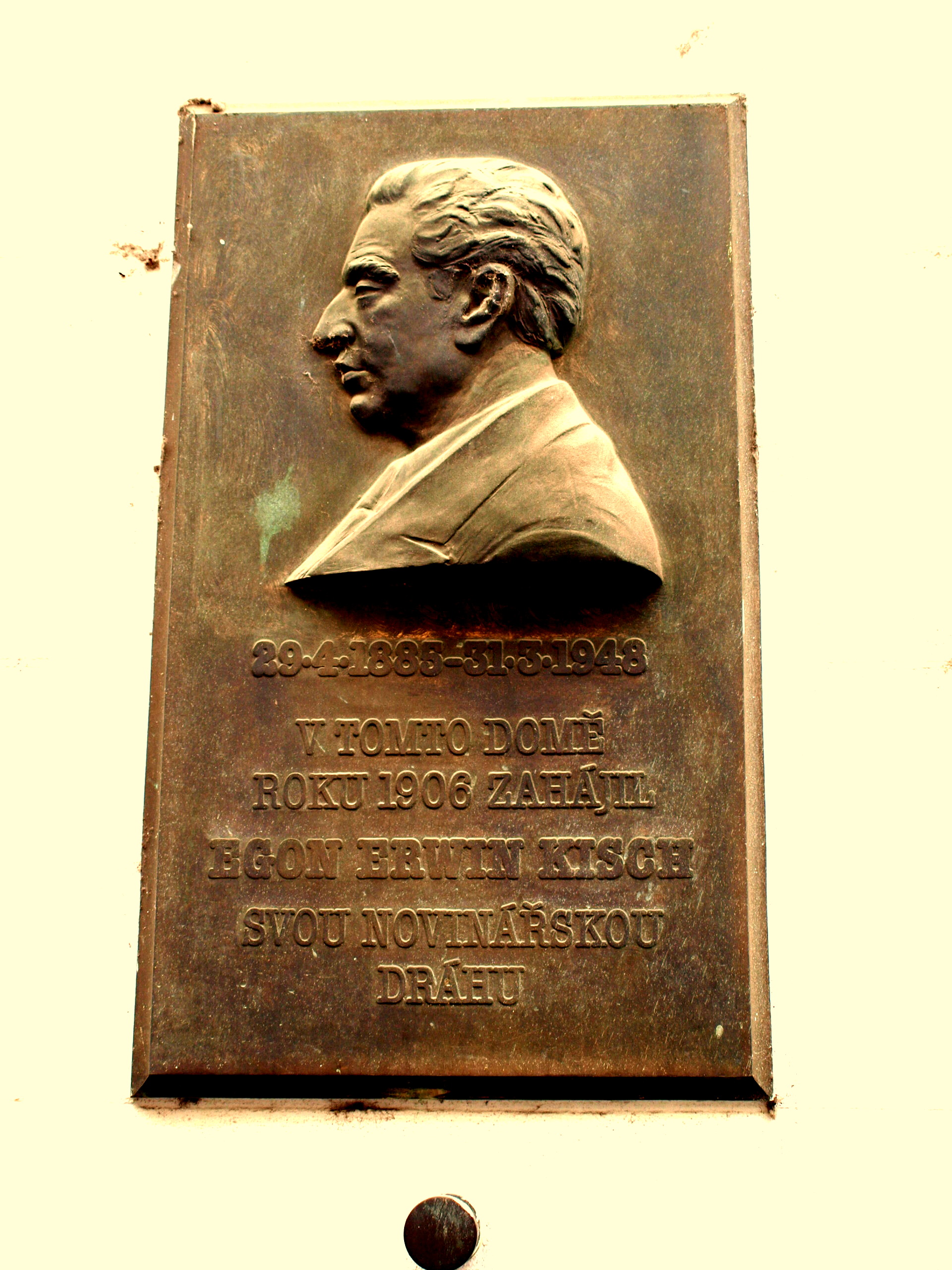
Pamětní deska E. E. Kische

- V redakci deníku působili v letech 1914–1939 novináři Egon Erwin Kisch, Max Brod, Alfred Polgar, Joseph Roth, Johannes Urzidil, k přispěvatelům patřili Martin Feuchtwanger nebo Alfred Döblin.
- Podle prognózy studentského projektu Pražská památková realita Ústav dějin umění AV ČR je palác, společně s dalšími okolními paláci odsouzen ke zkáze.[2]

## Okolí
V nedalekém okolí paláce nacházejí také další zajímavosti:
- Kounický palác, sídlo Muzea Alfonse Muchy (Panská ulice)
- Neubergovský palác, sídlo brazilského velvyslanectví (Panská ulice)
- Palác Riesů ze Stallburgu, sídlo argentinského velvyslanectví v Praze (Panská ulice)
- Palác Sylva-Taroucca (Na Příkopě)
- Nový Kolowratský palác, (Na Příkopě)
- Palác Myslbek (Na Příkopě)